# I HAVE A DREAM (チェッカーズのアルバム)
『I HAVE A DREAM』（アイ・ハヴ・ア・ドリーム）は、チェッカーズ9枚目のアルバム。1991年6月21日、ポニーキャニオンより発売。2004年3月17日、CD再リリース。

## 解説
前作から約10か月を経たアルバム。チェッカーズのオリジナル・アルバムでは前作『OOPS!』に続きシングル曲未収録。今回、初めて同じ曲がヴァージョン違いでアルバムに収録されている。

## 収録曲
| 全作詞: 藤井郁弥、全編曲: CHECKERS FAM.。 |                                               |           |            |      |
| #                                         | タイトル                                      | 作詞      | 作曲       | 時間 |
| 1.                                        | 「I have a dream #1」                         | 藤井郁弥  | 藤井尚之   | 5:32 |
| 2.                                        | 「そのままで」                                | 藤井郁弥  | 武内享     | 6:49 |
| 3.                                        | 「Life is comedy-touch」                      | 藤井郁弥  | 藤井尚之   | 5:01 |
| 4.                                        | 「Black Lion」                                | 藤井郁弥  | 大土井裕二 | 5:07 |
| 5.                                        | 「誤解さCherry」                              | 藤井郁弥  | 鶴久政治   | 5:50 |
| 6.                                        | 「How're you doing, Guys?」                   | 藤井郁弥  | 武内享     | 4:34 |
| 7.                                        | 「90's S.D.R」                                | 藤井郁弥  | 武内享     | 5:03 |
| 8.                                        | 「Purple Morning」                            | 藤井郁弥  | 大土井裕二 | 5:40 |
| 9.                                        | 「You」                                       | 藤井郁弥  | 鶴久政治   | 4:46 |
| 10.                                       | 「Don't break my heart ～君を抱きしめたい～」 | 藤井郁弥  | 藤井尚之   | 5:05 |
| 11.                                       | 「I have a dream #2」                         | 藤井郁弥  | 藤井尚之   | 6:18 |
| 合計時間:                                 | 合計時間:                                     | 合計時間: | 59:45      |      |

### 楽曲解説
1. I have a dream #1
2. そのままで
3. Life is comedy-touch
4. Black Lion
高杢がリードボーカル。
5. 誤解さCherry
鶴久がリードボーカル。
6. How're you doing, Guys?
フジテレビ月9ドラマ『学校へ行こう!』主題歌。
当初シングル化が予定されたが中止される（理由は不明）。
7. 90's S.D.R
「S.D.R」は「Sex. Drug. Rock and Roll」の意味。
8. Purple Morning
鶴久がリードボーカル。
9. You
10. Don't break my heart ～君を抱きしめたい～
11. I have a dream #2